# آرنبروک
آرنبروک (به آلمانی: Arnbruck) یک شهر در آلمان است که در بایرن واقع شده‌است.

## خصوصیات
آرنبروک ۳۷٫۹۰ کیلومترمربع مساحت دارد ۵۸۱ متر بالاتر از سطح دریا واقع شده‌است.